# Ruud Ekstrand
Ruud Ekstrand, född 1943, är en svensk inredningsarkitekt.
Ruud Ekstrand har formgivit stolen Zip för Avarte, tvåmanssoffan Piccolo för Inredningsform samt stapelstolen Peps och stolen Albert för Skandiform. Han har även tagit fram möbeltyget Flex. Ekstrand har arbetat i svensk funktionalistisk tradition.